# Valašská Polanka
Valašská Polanka – gmina w Czechach, w powiecie Vsetín, w kraju zlińskim. Według danych z dnia 1 stycznia 2012 liczyła 1393 mieszkańców.
Miejscowość położona jest w regionie etnograficznym Wołoszczyzna Morawska.